# Pizza lied (Effe wachte...)
Pizza lied (Effe wachte...) is een single van André van Duin.

## Achtergrond
Het Pizza lied (Effe wachte...) is een carnavalskraker van André van Duin en Jan Rietman. Na een aantal jaren stilte rondom Van Duin gedurende carnaval had hij weer een carnavalshit te pakken. In het Pizza lied declameert een pizzabezorger over zijn product en spoort hij de mensen aan pizza's te kopen, hoewel hij ze naar eigen zeggen zelf niet lust. Het refrein bestaat uit het woord pizza, dat door het publiek luid gescandeerd wordt, afgewisseld door de kenmerkende woorden effe wachten. Het enige gezongen gedeelte is het voor- en tussenspel.
Van Duin kon het lied zelf promoten in de Van Duin show, destijds uitgezonden door RTL 4. Gedurende de eerste helft van het seizoen was 'de Pizzaman' een vast onderdeel van zijn shows. Van Duin kwam dan als pizzabezorger op een scooter de studio binnenrijden om het lied te zingen en een paar grappen over zijn wedervaren te vertellen. Vaak klonk het lied in bijzondere bewerkingen, bijvoorbeeld met een fanfare of met kerstklokken. Door het grote publiek dat hij met tv bestreek, was het lied al bekend toen de single werd uitgebracht; deze schoot daarom snel omhoog in de hitparade en bereikte de status van alarmschijf.
Het was de eerste single van Van Duin die niet (meer) op vinylsingle verscheen.
Enkele maanden later bracht Van Duin de single Doelpunt! uit, een contrafact op het Pizza lied, met een tekst voor het WK voetbal van 1994. In 2015 kwam het lied even naar voren in een televisiereclame voor OHRA.

## Tracklist
Er kwam een tweetal cd-singleversies op de markt, waarbij het aantal tracks wisselde.
De cd-single bestaat uit:
1. Pizza lied (Effe wachte...) in een rap-versie (3:02)
2. Pizza lied (Effe wachte...) in een meezing-versie (3:00)

De cd-maxisingle bestaat uit:
1. Pizza lied (Effe wachte...) in een rap-versie (3:02)
2. Pizza lied (Effe wachte...) in een kinder-versie (3:02)
3. Pizza lied (Effe wachte...) in een carnavalsversie (3:43)
4. Pizza lied (Effe wachte...) meezing-versie (3:00)

De single werd gemasterd in de Wisseloordstudio's.

## Muzikanten
De meespelende musici in de geluidsstudio van Jan Rietman waren
- een zangersgroep rondom Jody Pijper
- Bert Meulendijk – gitaar
- Jan Oosthof – trompet (Skymasters en Metropole Orkest)
- Jan Rietman – toetsinstrumenten
- Jel Jongen – trombone
- Publiek van de André van Duinshows

## Hitnotering
De Belgische BRT Top 30 en de Vlaamse Ultratop 30 werden niet bereikt.

### Nederlandse Top 40
Het werd eerst benoemd tot alarmschijf.
| Hitnotering: 04-12-1993 t/m 26-02-1994 | Hitnotering: 04-12-1993 t/m 26-02-1994 | Hitnotering: 04-12-1993 t/m 26-02-1994 | Hitnotering: 04-12-1993 t/m 26-02-1994 | Hitnotering: 04-12-1993 t/m 26-02-1994 | Hitnotering: 04-12-1993 t/m 26-02-1994 | Hitnotering: 04-12-1993 t/m 26-02-1994 | Hitnotering: 04-12-1993 t/m 26-02-1994 | Hitnotering: 04-12-1993 t/m 26-02-1994 | Hitnotering: 04-12-1993 t/m 26-02-1994 | Hitnotering: 04-12-1993 t/m 26-02-1994 | Hitnotering: 04-12-1993 t/m 26-02-1994 | Hitnotering: 04-12-1993 t/m 26-02-1994 | Hitnotering: 04-12-1993 t/m 26-02-1994 |
| Week                                   | 1                                      | 2                                      | 3                                      | 4                                      | 5                                      | 6                                      | 7                                      | 8                                      | 9                                      | 10                                     | 11                                     | 12                                     |                                        |
| -------------------------------------- | -------------------------------------- | -------------------------------------- | -------------------------------------- | -------------------------------------- | -------------------------------------- | -------------------------------------- | -------------------------------------- | -------------------------------------- | -------------------------------------- | -------------------------------------- | -------------------------------------- | -------------------------------------- | -------------------------------------- |
| Positie                                | 12                                     | 4                                      | 1                                      | 1                                      | 3                                      | 4                                      | 4                                      | 8                                      | 12                                     | 15                                     | 21                                     | 38                                     | uit                                    |

### NederlandseMega Top 50
| Hitnotering: 04-12-1993 t/m 26-02-1994 | Hitnotering: 04-12-1993 t/m 26-02-1994 | Hitnotering: 04-12-1993 t/m 26-02-1994 | Hitnotering: 04-12-1993 t/m 26-02-1994 | Hitnotering: 04-12-1993 t/m 26-02-1994 | Hitnotering: 04-12-1993 t/m 26-02-1994 | Hitnotering: 04-12-1993 t/m 26-02-1994 | Hitnotering: 04-12-1993 t/m 26-02-1994 | Hitnotering: 04-12-1993 t/m 26-02-1994 | Hitnotering: 04-12-1993 t/m 26-02-1994 | Hitnotering: 04-12-1993 t/m 26-02-1994 | Hitnotering: 04-12-1993 t/m 26-02-1994 | Hitnotering: 04-12-1993 t/m 26-02-1994 | Hitnotering: 04-12-1993 t/m 26-02-1994 |
| Week                                   | 1                                      | 2                                      | 3                                      | 4                                      | 5                                      | 6                                      | 7                                      | 8                                      | 9                                      | 10                                     | 11                                     | 12                                     |                                        |
| -------------------------------------- | -------------------------------------- | -------------------------------------- | -------------------------------------- | -------------------------------------- | -------------------------------------- | -------------------------------------- | -------------------------------------- | -------------------------------------- | -------------------------------------- | -------------------------------------- | -------------------------------------- | -------------------------------------- | -------------------------------------- |
| Positie                                | 23                                     | 1                                      | 1                                      | 1                                      | 3                                      | 3                                      | 4                                      | 6                                      | 8                                      | 13                                     | 27                                     | 50                                     | uit                                    |